# Silicon-on-insulator
Silicon-on-insulator en vaak afgekort tot SOI is binnen de halfgeleiderfabricage de methode waarmee een siliciumschakeling gemaakt wordt in de toplaag van een drie-lagen plak (silicium-isolator-silicium). Het doel om voor de SOI-technologie te kiezen is onder andere om de parasitaire capaciteit binnen het device te verkleinen, ten opzichte van het device gemaakt in bulksilicium.
De SOI-schakelingen verschillen van de bulksiliciumschakelingen in het feit dat dan de siliciumjunctie zich boven een elektrische isolator bevindt, meestal: siliciumdioxide of saffier, en niet boven de siliciumbulk. De keuze van het type isolator, siliciumdioxide of saffier, hangt voornamelijk af van de beoogde toepassing. Saffier wordt gebruikt voor high-performance radiofrequente toepassingen en voor stralingsgevoelige toepassingen, terwijl siliciumdioxide voor vele andere micro-elektronicaschakelingen gebruikt wordt. Bij gebruik van saffier als isolator wordt de technologie silicon-on-sapphire (SOS) genoemd.

## Technologie
De SOI-technologie is een van de diverse fabricagestrategieën om de trend van steeds verdergaande miniaturisatie van micro-electronicaschakelingen mogelijk te maken. Het kiezen van SOI-technologie heeft als voordeel dat men met een minder vergaande “node” kan volstaan, dan in het geval van de bulksiliciumtechnologie. En dat betekent lagere kosten voor de fotolithografie in de chip-fabricage. Wel is de SOI-plak duurder dan de bulksiliciumplak.  Verder worden als voordelen van de SOI-technologie ten opzichte van bulksiliciumtechnologie genoemd:
- Lagere weerstand voor de transistor in de “aan-stand”. Dit betekent dat er veel minder warmte geproduceerd wordt zodat de chipontwerper kan kiezen uit (i) een veel hoger vermogen door de chip te laten gaan, of (ii) een lagere warmtedissipatie toe te passen of om (iii) te kiezen voor een kleinere chip maar met dezelfde dissipatie als in het geval van de bulksilicium-technologie.
- Veel hogere pakkingsdichtheden, vooral voor hogere spanningen.
- “Latch-up free” gedrag, omdat er geen parasitaire juncties zijn tussen de N-type en P-type bipolaire transistoren.
- De eigenschap om spanningspieken aan te kunnen zoals die in het elektrisch systeem van een verbrandingsmotor. Denk daarbij aan bijvoorbeeld de startmotor of de onderbreker (tot wel 50 V), of aan spanningspieken vanuit de spoelen van de motor-rotor of -stator.
- Sterk toegenomen warmtetolerantie. Gecombineerd met de lagere aan-standweerstand kunnen er geïntegreerde schakelingen gemaakt worden die een hoog vermogen kunnen hanteren zonder de noodzaak van ”heat sinks”. En dat betekent dan lagere kosten.
- Ook is het gemakkelijk om allerlei vermogenscomponenten in de schakeling op te nemen zoals: brug-gelijkrichters, terugslagdioden. In combinatie met een significante reductie van de parasitaire capaciteit vereenvoudigt dit het chipontwerpproces.

## Uitgangsmateriaal

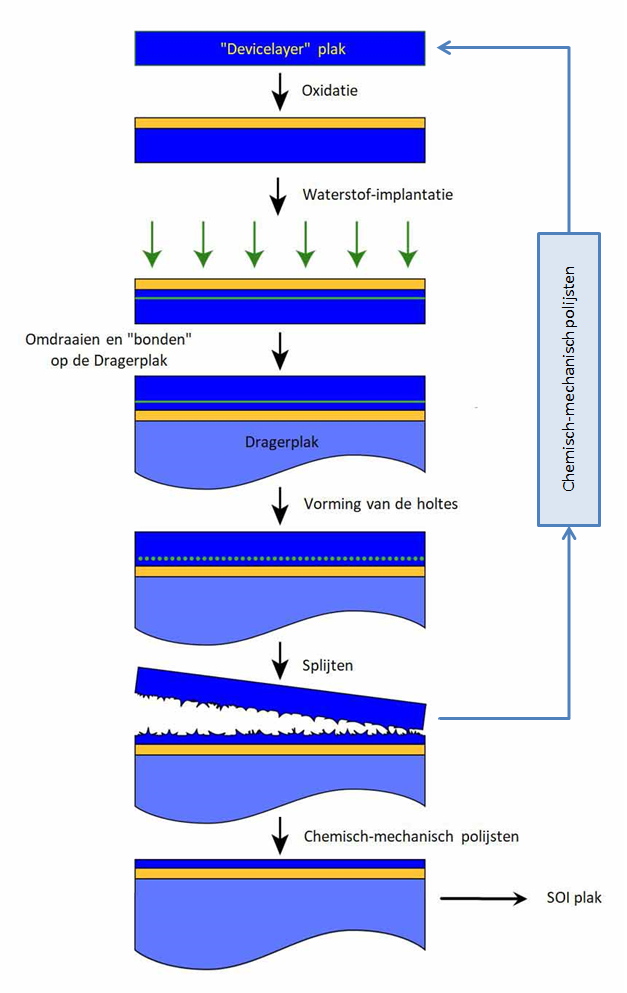
Schema SOI-plak vervaardiging volgens het Smart Cut™ proces

Het uitgangsmateriaal, de SOI-plak, bestaat uit:
- een dunne toplaag van monokristallijn silicium; in deze laag worden de circuits gemaakt;
- een dunne middenlaag van het isolerende siliciumdioxide (de BOX-laag, met BOX voor: begraven oxide);
- een zeer dikke dragerlaag van silicium; dit onderdeel vormt zowat de gehele plak; en wordt ook wel de dragerplak genoemd.

Er zijn diverse methoden om SOI-plakken te maken. De meest bekende methode is de Smart Cut-methode, uitgevonden en gepatenteerd door het Franse researchconsortium CEA-Leti voor Soitec (en de licentiehouders van Soitec).
De Smart Cut-methode heeft bewezen het meest praktisch en robuust te zijn voor fabricage met hoog-volume, en de aldus geproduceerde plakken worden tot nu toe het meest geleverd (per 2007 meer dan 90 % van de wereldmarkt).
Indien het type doopstof en de specifieke weerstand van de “devicelayer”-plak anders is dan van de dragerplak (en meestal is dat het geval), dan wordt de werkwijze gevolgd zoals in de afbeelding weergegeven. De input voor het proces is de plak, waaruit de siliciumtoplaag ontstaat, ook wel de “devicelayer” plak genoemd. Nadat de toplaag naar de dragerplak + begraven-oxide laag is overgedragen, kan de “devicelayer”-plak nog enkele keren voor hetzelfde doel gebruikt worden. Telkenmale wordt er een polijstproces op toegepast waardoor de plak gaandeweg dunner wordt en uiteindelijk te dun.

## Enkele geïntegreerde schakelingen in silicium-op-isolator
NXP Semiconductors produceert de CAN-bustransceiverchip.
Deze chip is gebaseerd op de Bipolaire-CMOS-DMOS-technologie (BCD) in silicium-op-isolator materiaal. DMOS staat voor: double diffused MOSFET.
De CAN-bustransceiverchip wordt onder andere in vrachtwagens en auto’s toegepast, en verzorgt het contact tussen de communicatie-bus en de microcontroller.
De firma GlobalFoundries produceert heel veel typen geïntegreerde schakelingen in de SOI-technologie.
Zo is de firma begonnen met het 12FDX-platform met de 12 nm “fully depleted” SOI-halfgeleidertechnologie. Het platform 12FDX combineert op een enkele chip: radiofrequent gedeelte (RF), analoge schakeling, ingebed geheugen, geavanceerde logica. Ook kenmerken zijn dat er dynamische voltageschaling mogelijk is en dat er softwaregecontroleerde transistoren zijn, waarmee piekprestatie geleverd kan worden wanneer en waar nodig, en slechts laag vermogen in rusttoestand.
Toepassingen van aldus geproduceerde schakelingen zijn bijvoorbeeld: kunstmatige intelligentie, autonome voertuigen, “mobile computing”, vijfde-generatie connectiviteit.